# Élections législatives de 1956 en Seine-et-Marne
Les élections législatives de 1956 en Seine-et-Marne sont des élections françaises qui ont eu lieu le 2 janvier 1956 dans le département de la Seine-et-Marne dans le cadre des élections législatives françaises de 1956, sous la IVe République.
Ce sont les dernières élections législatives de la Quatrième république, après les élections de novembre 1946 et de juin 1951.

## Mode de scrutin
L'Assemblée nationale est composée de 626 sièges pourvus au scrutin proportionnel plurinominal suivant la règle de la plus forte moyenne dans le cadre départemental, sans panachage.
Le vote préférentiel est admis, en inscrivant un numéro d'ordre en face du nom d'un, de plusieurs ou de tous les candidats de la liste. Mais l'ordre ne pourra être modifié que si au moins la moitié des suffrages portés sur la liste est numéroté. Dans les faits les modifications n’ont jamais dépassé les 7%.
La loi électorale du 7 mai 1951, dite loi des apparentements, reste en vigueur. Elle permet à la base une répartition des sièges à la représentation proportionnelle dans le département, mais si des listes « apparentées » avant le déroulement du scrutin obtiennent ensemble une majorité absolue de suffrages exprimés, elles reçoivent directement tous les sièges à pourvoir.
Dans le département de la Seine-et-Marne, cinq députés sont à élire.

## Élus
| Député sortant   | Parti | Parti    | Député élu ou réélu            | Parti | Parti      |
| ---------------- | ----- | -------- | ------------------------------ | ----- | ---------- |
| Laurent Casanova |       | PCF      | Laurent Casanova               |       | PCF        |
| André Gautier    |       | PCF      | André Gautier                  |       | PCF        |
| René Arbeltier   |       | SFIO     | Robert Martin → René Arbeltier |       | UFF → SFIO |
| Lucien Bégouin   |       | Rad-soc  | Lucien Bégouin                 |       | Rad-soc    |
| Marc Jacquet     |       | Rép. soc | Paul Barennes                  |       | CNIP       |

## Résultats

### Résultats à l'échelle du département
- Un apparentement est conclu en soutien à la majorité sortante, entre les listes CNIP-ARS-Rép. soc, Rad-soc-RGR, MRP et CRAP-UDSR.
- Un autre regroupe les deux listes poujadistes.

Ce dernier apparentement sera déclaré invalide le 30 mai par l'Assemblée, ce qui fera perdre son siège à Robert Martin, mais permettra à René Arbeltier (SFIO) de retrouver son siège à l'Assemblée.
| Parti    | Parti             | Tête de liste      | Résultats | Résultats | Appar. | Appar. | Sièges |
| Parti    | Parti             | Tête de liste      | Voix      | %         | Voix   | %      | Nb.    |
| -------- | ----------------- | ------------------ | --------- | --------- | ------ | ------ | ------ |
|          | CNIP-ARS-Rép. soc | Paul Barennes      | 76 670    | 33,98     | 33 545 | 14,87  | 1      |
|          | Rad-soc-RGR       | Lucien Bégouin     | 76 670    | 33,98     | 23 819 | 10,56  | 1      |
|          | MRP               | Marcel Poimbœuf    | 76 670    | 33,98     | 10 638 | 4,71   | -      |
|          | CRAP-UDSR         | Jean Pathus-Labour | 76 670    | 33,98     | 8 668  | 3,84   | -      |
|          | PCF               | Laurent Casanova   | 68 989    | 30,57     | -      | -      | 2      |
|          | UFF               | Robert Martin      | 31 054    | 13,76     | 22 882 | 10,14  | 1 1    |
|          | Act° civ.         | Lucienne Petit     | 31 054    | 13,76     | 8 172  | 3,62   | -      |
|          | SFIO              | René Arbeltier     | 26 235    | 11,63     | -      | -      | - 1    |
|          | PRRES             | Lucien Picaud      | 9 210     | 4,08      | -      | -      | -      |
|          | PRF               | René Gresser       | 5 769     | 2,56      | -      | -      | -      |
|          | UJC               | Jacques Barthélémy | 3 051     | 1,35      | -      | -      | -      |
|          | G. ind            | Roger Veillard     | 3 036     | 1,35      | -      | -      | -      |
|          | JR                | Denise Bargoin     | 2         | 0,00      | -      | -      | -      |
|          | Rép. dém          | Maurice Lainé      | 0         | 0,00      | -      | -      | -      |
|          |                   |                    |           |           |        |        |        |
| Inscrits | Inscrits          | Inscrits           | 279 128   | 100,00    |        |        | 5      |
| Votants  | Votants           | Votants            | 232 520   | 83,30     |        |        |        |
| Exprimés | Exprimés          | Exprimés           | 225 658   | 97,05     |        |        |        |